# Pokrzywno (powiat toruński)
Pokrzywno – wieś w Polsce położona w województwie kujawsko-pomorskim, w powiecie toruńskim, w gminie Czernikowo.
W latach 1975–1998 miejscowość należała administracyjnie do województwa włocławskiego. Według Narodowego Spisu Powszechnego (III 2011 r.) liczyła 80 mieszkańców. Jest najmniejszą miejscowością gminy Czernikowo.